# Juli Coll i Claramunt
Juli Coll i Claramunt (Camprodon, Ripollès, 7 d'abril de 1919 - Madrid, 17 de gener 1993), més conegut com a Julio Coll va ser un director, guionista, productor cinematogràfica català.

## Biografia
Julio Coll fou un home polivalent pel que fa al món laboral. Treballà de professor mercantil, va fer crítica i guió de teatre, crítica musical, desenvolupà la tasca d'auxiliar d'equips quirúrgics. Durant la guerra Civil Espanyola. Un cop acabada, va dedicar-se durant dos anys a dirigir l'Escola d'Aprenents a Parcs i Tallers d'Automobilisme. El seu interès per la psicologia el portà a crear un dels primers gabinets psicotècnics a l'estat espanyol. Els seus primers passos en el món del cinema arribaren en forma de guions cinematogràfics. Coll va escriure’n més d'una cinquantena. Amb Antonio Isasi va rodar diferents curtmetratges i, l'any 1955, va debutar en el llargmetratge Nunca es demasiado tarde. El 1958 va crear la productora Juro Films, que li va servir per finançar-se les seves pel·lícules. També treballà per a televisió, on va dirigir sèries i programes. L'any 1968 entrà a l'Escola Oficial de Cinema, on va ser nomenat subdirector i va exercir de professor. Va dirigir per últim cop l'any 1970 a La Araucana. Coll va morir a Madrid l'any 1993. L'any 2010 va rebre pòstumament el premi honorífic Maria del Festival Internacional de Cinema Fantàstic de Catalunya.

## Filmografia
Director
- 1955. Nunca es demasiado tarde
- 1957. La cárcel de cristal
- 1957. Distrito quinto[5]
- 1958. Un vaso de whisky
- 1959. El traje de oro
- 1961. Los cuervos
- 1961. La cuarta ventana
- 1962. Ensayo general para la muerte
- 1963. Los muertos no perdonan
- 1963. Fuego
- 1964. Jandro
- 1966. Las viudas (episodi)
- 1966. Comando de asesinos
- 1968. Persecución hasta Valencia
- 1969. El mejor del mundo
- 1971. La Araucana

Guionista
- El ángel gris (Barcelona, 1946-1947)
- Noche sin cielo (Barcelona, 1947)
- El tambor del Bruch (Barcelona, 1948)
- En un rincón de España (Barcelona, 1948)
- Pacto de silencio (Barcelona, 1948-1949)
- Canilandia - cortometraje (Barcelona, 1949)
- Despertó su corazón (Barcelona, 1949)
- Un soltero difícil (Barcelona, 1949-1950)
- Sobre patines - cortometraje (Barcelona, 1949)
- Vea Sevilla en diez minutos - cortometraje (Barcelona, 1950)
- Apartado de correos 1001 (Barcelona, 1950)
- Barcelona és bona... - cortometraje (Barcelona, 1951)
- Rostro al mar (Barcelona, 1950-1951)
- Duda (Barcelona, 1951)
- La forastera (Barcelona, 1951)
- Mercado prohibido (Barcelona, 1952)
- Duelo de pasiones (Madrid, 1954)
- La huida (Barcelona, 1955)
- Nunca es demasiado tarde (Barcelona, 1955)
- La cárcel de cristal (Barcelona, 1956)
- Tarde de toros (Madrid, 1955-1956)
- Pasión bajo el sol (Barcelona, 1956)
- La herida luminosa / La ferida lluminosa (Barcelona, 1956)
- Distrito quinto (Barcelona, 1957)
- Rapsodia de sangre (Madrid / Barcelona, 1957)
- La muralla (Barcelona, 1958)
- Un vaso de whisky (Barcelona, 1958-1959)
- El traje de oro (1959)
- Siempre es domingo (Madrid, 1961)
- Los cuervos (Barcelona, 1960-1961)
- La cuarta ventana (Barcelona, 1961)
- Los muertos no perdonan (Madrid, 1962-1963)
- Pacto de silencio (Madrid, 1963)
- Jandro (Madrid, 1964)
- Nobleza baturra (Madrid, 1965)
- Comando de asesinos (Madrid / Lisboa / Colonia, 1965-1966)
- Persecución hasta Valencia (Madrid / Roma, 1967-1968)
- En vísperas de la olimpiada: México 68 (Madrid, 1968-1970)
- El mejor del mundo (Madrid / México, 1968-1969)
- La Araucana (Madrid / Italia / Chile, 1971)

## Premis
Medalles del Cercle d'Escriptors Cinematogràfics
| Any  | Categoria       | Pel·lícula                    |
| ---- | --------------- | ----------------------------- |
| 1956 | Millor guió     | Tarde de toros                |
| 1958 | Millor director | Distrito Quinto               |
| 1958 | Millor guió     | Distrito Quinto               |
| 1962 | Millor director | Ensayo general para la muerte |